# 联合国安全理事会第230号决议
联合国安理会第230号决议于1966年12月7日一致通过。安理会决定向联合国大会推荐巴巴多斯为联合国成员国。